# Idarnes
Idarnes is een geslacht van vliesvleugeligen uit de familie Torymidae. De wetenschappelijke naam van dit geslacht is voor het eerst geldig gepubliceerd in 1843 door Walker.

## Soorten
Het geslacht Idarnes omvat de volgende soorten:
- Idarnes ashlocki Gordh, 1975
- Idarnes barbigera Gordh, 1975
- Idarnes brevicollis (Mayr, 1885)
- Idarnes bucatoma Gordh, 1975
- Idarnes camini Gordh, 1975
- Idarnes carme Walker, 1843
- Idarnes coriaria (Mayr, 1885)
- Idarnes dispar (Kirby, 1890)
- Idarnes forticornis (Mayr, 1885)
- Idarnes galbina Gordh, 1975
- Idarnes gracile Wiebes, 1968
- Idarnes gracilicornis (Mayr, 1885)
- Idarnes hansoni Boucek, 1993
- Idarnes incerta (Ashmead, 1900)
- Idarnes jimenezi Gordh, 1975
- Idarnes micheneri Gordh, 1975
- Idarnes obtusifoliae Gordh, 1975
- Idarnes oscrocata Gordh, 1975
- Idarnes parallela (Mayr, 1885)
- Idarnes punctata (Mayr, 1885)
- Idarnes simus Gordh, 1975
- Idarnes testacea (Motschulsky, 1863)
- Idarnes testaceipes (Cameron, 1911)